# Sesame Street Presents: Follow That Bird
Sesame Street Presents: Follow That Bird, geralmente chamado apenas de Follow That Bird é o primeiro filme de longa-metragem de cinema do programa de televisão infantil Sesame Street.
Com muitas músicas animadas e todos os muppets conhecidos de Sesame Street, além dos personagens humanos da série, este filme inspirou três livros de histórias, um dos quais é uma sequência.
Na história, Garibaldo é mandado para longe da Vila Sésamo, para viver com uma família adotiva de aves dodôs, porém ele não se adapta aos seus novos parentes. Então resolve fugir, mas seus velhos amigos Oscar, Ênio, Beto, Cookie Monster, Grover, Caco, Telly e o Conde, conseguem encontrá-lo e ajudá-lo a resolver os problemas até sua volta a Vila Sésamo. No caminho, ele vive muitas aventuras até retornar ao seu antigo lar.

## Recepção crítica
O filme estreou em 2 de agosto de 1985, sendo um sucesso crítico em seu lançamento. O Orlando Sentinel  chamou o filme de "engraçado road movie para crianças que não deixam seu coração bondoso atrapalhar seu humor mordaz". Walter Goodman observou em “The New York Times” que “em geral, o roteiro de Tony Geiss e Judy Freudberg e a direção de Ken Kwapis não se esforçam para o que eles procuram, e mais frequentemente do que não atingir, é um tom de brincadeira gentilmente."